# Rhabdogaster cuthbertsoni
Rhabdogaster cuthbertsoni är en tvåvingeart som beskrevs av Jason Gilbert Hayden Londt 2006. Rhabdogaster cuthbertsoni ingår i släktet Rhabdogaster och familjen rovflugor.
Artens utbredningsområde är Zimbabwe. Inga underarter finns listade i Catalogue of Life.